# Rittersitz Groß-Winkelhausen

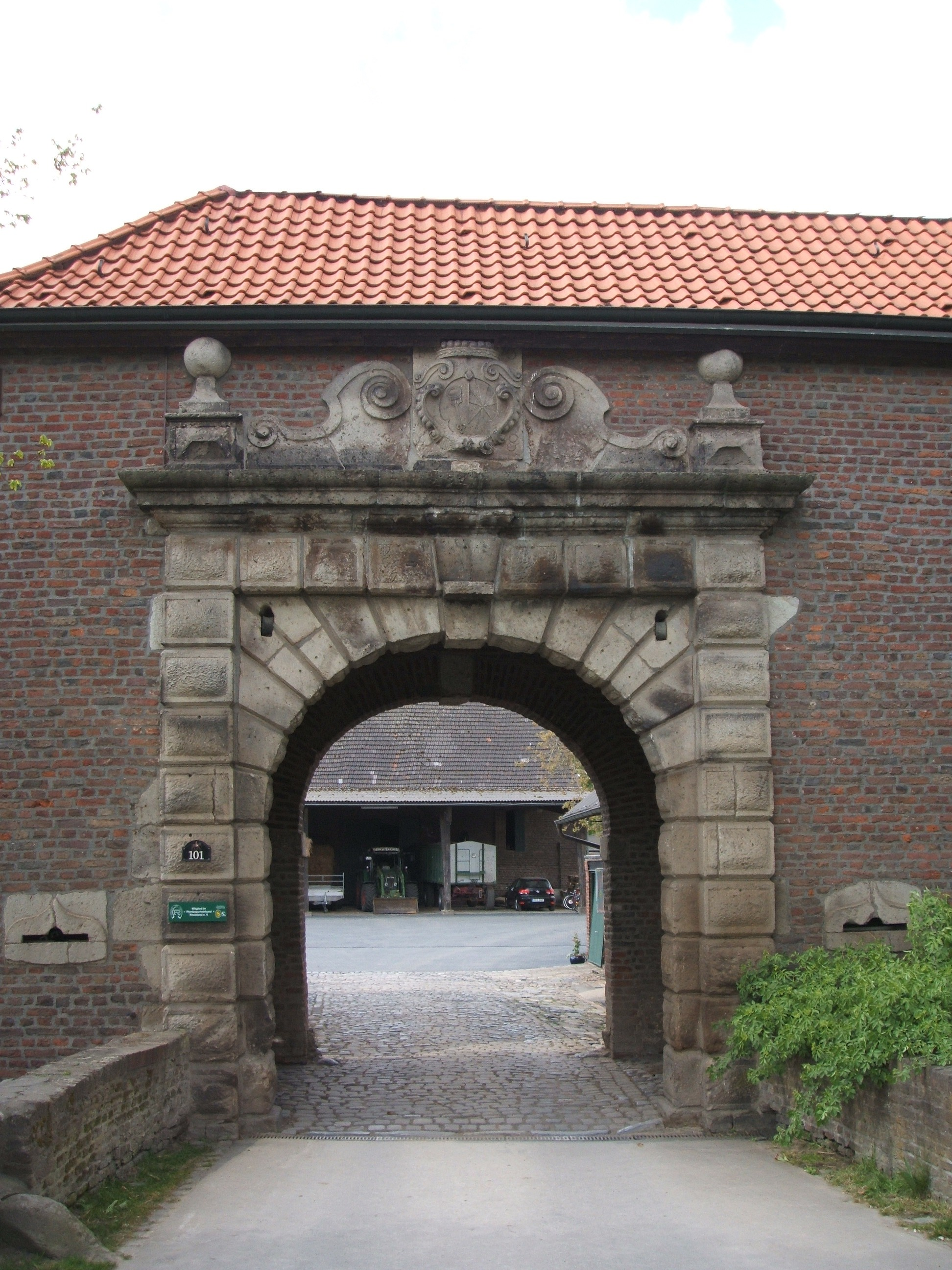
Portal des Rittersitzes Groß-Winkelhausen

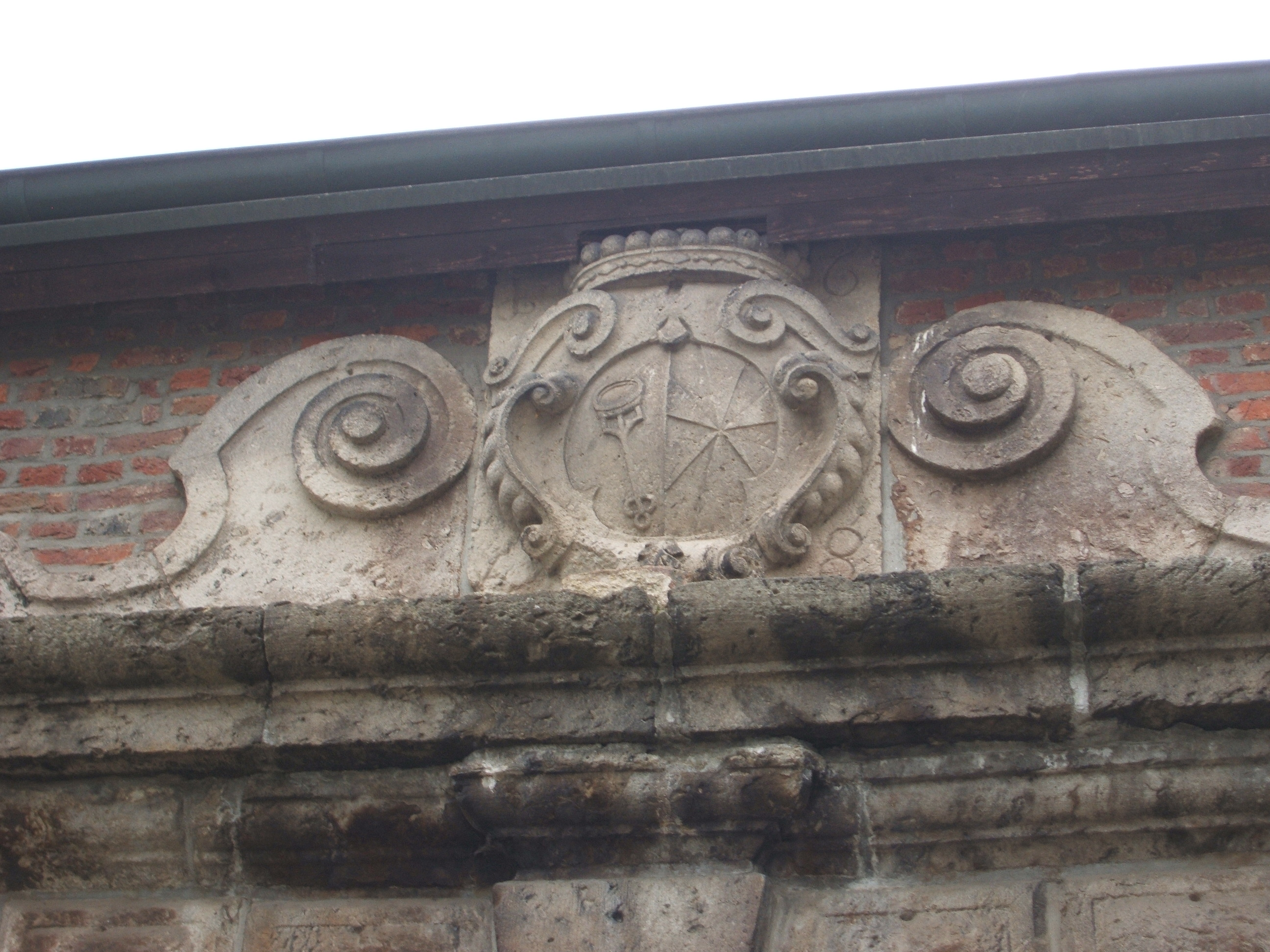
Wappen über dem Portal des Rittersitzes

Groß-Winkelhausen (nach den aktuellen Besitzern auch Sonnenhof) ist ein mittelalterlicher Rittersitz am nördlichen Stadtrand von Düsseldorf im Stadtteil Düsseldorf-Angermund am Angerbach.

## Namensgebung
Der Name rührt von der Lage des Guts an einem Winkel, d. h. einer Krümmung, der Anger. Das Adelsgeschlecht der Herren von Winkelhausen ist nach dem Rittersitz benannt.

## Geschichte
Der Rittersitz wird erstmals im 12. Jahrhundert erwähnt. Im Jahr 1271 wird ein Johann de Zeppenheim als Herr zu Winkelhausen genannt. Sein Siegel zeigt ein Teerfackeleisen. 1288 und 1290 erscheint Ludolf de Winkelhausen als Besitzer des Rittersitzes. 1456 wohnte Ritter Hermann von Winkelhausen auf der Burganlage. Er hatte zwei Söhne, Ludger und Johann, von denen ersterer 1486 Besitzer von Winkelhausen war. Ludger erbte auch Schloss Kalkum und verlagerte den Familienhauptsitz dorthin, so dass Schloss Kalkum zeitweilig auch Haus Winkelhausen genannt wurde. 1634 erscheint ein Johann Wilhelm Freiherr von Winkelhausen als Besitzer von Winkelhausen. Er war Amtmann zu Düsseldorf.
1651 unternahmen die Brandenburger im Krieg gegen Ludwig XIV. von Frankreich einen Streifzug nach Winkelhausen. Das feste Haus Groß-Winkelhausen wurde dabei schwer beschädigt.
Als 1667 Johann Wilhelm von Winkelhausen starb, erbte seine Tochter Johanna Maria Theresia das Haus sowie die dazugehörigen Güter, unter anderem auch die Sandmühle und die Ölmühle. 1655 hatte sie Arnold Freiherr von Wachtendonk geheiratet, der nach dem Tod des Schwiegervaters auf Groß-Winkelhausen einzog.
In Kämpfen 1689 und 1690 erhielt Winkelhausen eine Besatzung von 70 Reitern und 100 Fußsoldaten. Als sie abzogen, hatte die Burg so schwer gelitten, dass der Landtag eine Entschädigungssumme von 600 Reichstalern bewilligte. Auch die Schäden durch die Franzosenbesatzungen in dem Ersten Schlesischen Krieg 1741 waren enorm. Sie wurden mit 16.481 Reichstalern angesetzt.
Da die von Winkelhausen 1734 ausstarben, gelangte Groß-Winkelhausen zusammen mit anderen Gütern über die Ehe einer Nichte des Johann Wilhelm an die Herren von Hatzfeld. Seit 1909 wird das Gut von der Familie Sonnen bewirtschaftet, seit 2002 von Karl und Ursula Sonnen.
Bis in das 19. Jahrhundert gehörte zum Haus auch das Stroetrecht (von „Stroet“ für Strauch, Gebüsch, Dickicht). Es handelte sich hierbei um das Recht, im Wald zwischen Duisburg und Düsseldorf Wildpferde zu halten, das neben dem Herzog von Berg nur wenigen Adelssitzen zustand (Broich, Heltorf, Böckum, Haus zum Haus, Groß-Winkelhausen, Oefte und Landsberg).

## Gebäude
Im Laufe der Zeit wurde die mittelalterliche Wasserburg, die aus einer Vorburg und einem Herrenhaus bestand, zu einer Festung mit doppelten Wallgräben ausgebaut. Die Burg wurde später durch Feuer zerstört. Durch die letzten Brandunglücke 1906 und 1908 wurde auch ein Großteil der Wirtschaftsgebäude zerstört. Lediglich der südwestliche Trakt der Wirtschaftsgebäude und der Haupttorbau aus dem Jahr 1668 blieben erhalten. Über dem Tor ist das Allianzwappen der Familien Winkelhausen und Waldbott von Bassenheim angebracht. Es zeigt die Jahreszahl 1658. Das Herrenhaus der mittelalterlichen Anlage stand nördlich, ungefähr dort wo heute die große Reithalle steht.
In unmittelbarer Nähe, d. h. am Ende einer von dem Portal des Rittersitzes ausgehenden Allee, befindet sich die Hubertuskapelle aus dem 18. Jahrhundert. Auch die Hubertuskapelle zeigt über dem Portal das Allianzwappen der Herren von Winkelhausen und der von Waldbott-Bassenheim. Etwas weiter südöstlich findet sich ein weiterer Hofkomplex, der Klein-Winkelhausen genannt wird.
Groß-Winkelhausen gehörte ursprünglich zum Amt Angermund, ab 1806 zur Gemeinde Wittlaer als Teil der Bürgermeisterei Kaiserswerth. Seit 1974 gehört Groß-Winkelhausen zum Stadtgebiet Düsseldorf, Stadtteil Angermund.
Die Hof- und Gutsgebäude sind seit dem 24. November 1983 als Baudenkmal geschützt. Seit dem 10. April 1997 ist das Gelände des Guts auch als Bodendenkmal unter Schutz gestellt.

## Heutige Nutzung
Der Rittersitz wird heute als Reiterhof genutzt. Bereits 1967 wurden die letzte Milchkuh abgeschafft und die Stallgebäude für Pferde umgebaut. Mehr als 50 Pferde sind in der Anlage untergebracht.